# Aeroportul Internațional São Paulo-Guarulhos
Aeroportul Internațional São Paulo-Guarulhos (IATA: GRU, ICAO: SBGR) este un aeroport din Guarulhos, São Paulo, Brazilia ce deservește zona São Paulo. Aeroportul a fost tranzitat în decembrie 2022 de 3.300.184 de pasageri. A fost deschis în 1985 și numit după zona deservită.
Situat la o altitudine de 750 m, aeroportul dispune de 2 piste. Este operat de Infraero⁠(d).

## Infrastructură

### Piste
Aeroportul dispune de 2 piste. Pista 9L/27R are suprafața de asfalt și dimensiunile 3.700 m × 45 m. Pista 9R/27L are suprafața de asfalt și dimensiunile 3.000 m × 45 m. 